# Vosbles-Valfin
Vosbles-Valfin község Franciaország Burgundia-Franche-Comté régiójában, Jura megyében. Új községként 2018. január 1-jén jött létre Vosbles és Valfin-sur-Valouse község egyesítésével. Lakosainak száma 186 fő (2022. január 1.).

## Népesség
| Lakosok száma | 192  | 185  | 185  | 184  | 184  | 185  | 186  |
|               | 2015 | 2017 | 2018 | 2019 | 2020 | 2021 | 2022 |